# اسکار دلا رنتا
اسکار آریستیدیس رنتا فیایو (انگلیسی: Óscar Arístides Renta Fiallo؛ ۲۲ ژوئیهٔ ۱۹۳۲ – ۲۰ اکتبر ۲۰۱۴) یک طراح سرشناس لباس اهل جمهوری دومینیکن بود. اسکار دلا رنتا، برای همسران رئیس جمهوران پیشین آمریکا از جمله ژاکلین کندی و هیلاری کلینتون لباس طراحی کرده بود

## زندگی‌نامه
اسکار دلا رنتا در ۲۲ ژوئیهٔ ۱۹۳۲ در جمهوری دومنیکن به دنیا آمد و برای آموختن نقاشی در ۱۸ سالگی راهی مادرید، پایتخت اسپانیا شد.
اما خیلی زود دلبسته طراحی لباس و مد شد و همکاری خودش را با کریستوبال بالنسیاگا، طراح اسپانیایی آغاز کرد.
دلا رنتا در دهه ۱۹۶۰ پس از آنکه ژاکلین کندی، همسر جان اف کندی رئیس جمهور وقت آمریکا مرتب لباس‌هایی با طراحی او را پوشید، شهرت یافت. او چند سال بعد مزون لباس خود را راه انداخت و بعدها عطر و زینت آلات هم عرضه کرد. دلا رنتا از شورای طراحان مد آمریکا برای یک عمر دستاورد هنری جایزه گرفت. آخرین کار این طراح آمریکایی، طراحی لباس عروسی امل کلونی، همسر جورج کلونی، بازیگر سینما بود.
بر اساس گزارش‌ها دلا رنتا در ۲۰ اکتبر ۲۰۱۴ در سن ۸۲ سالگی در خانه‌اش در کنتیکت درگذشت. علت مرگ او بیماری سرطان بوده که در سال ۲۰۰۶ تشخیص داده شد.